# Wydział Malarstwa Akademii Sztuk Pięknych w Warszawie
Wydział Malarstwa Akademii Sztuk Pięknych w Warszawie – jeden z dziewięciu wydziałów Akademii Sztuk Pięknych w Warszawie. Jego siedziba znajduje się przy ul. Krakowskie Przedmieście 5.

## Struktura
- Katedra Malarstwa i Rysunku dla studentów I roku
- Katedra Malarstwa dla studentów II-V roku
- Katedra Rysunku dla studentów II-V roku
- Katedra Problemów Plastycznych[3]

## Kierunki studiów
- Malarstwo

## Władze
Dziekan: dr hab. Tomasz Milanowski

Prodziekan: dr Jan Mioduszewski

Prodziekan: dr Arkadiusz Karapuda